# Phyllonorycter harrisella
Phyllonorycter harrisella là một loài bướm đêm thuộc họ Gracillariidae. Loài này có ở khắp châu Âu, ngoại trừ bán đảo Balkan và the Mediterranean Islands.

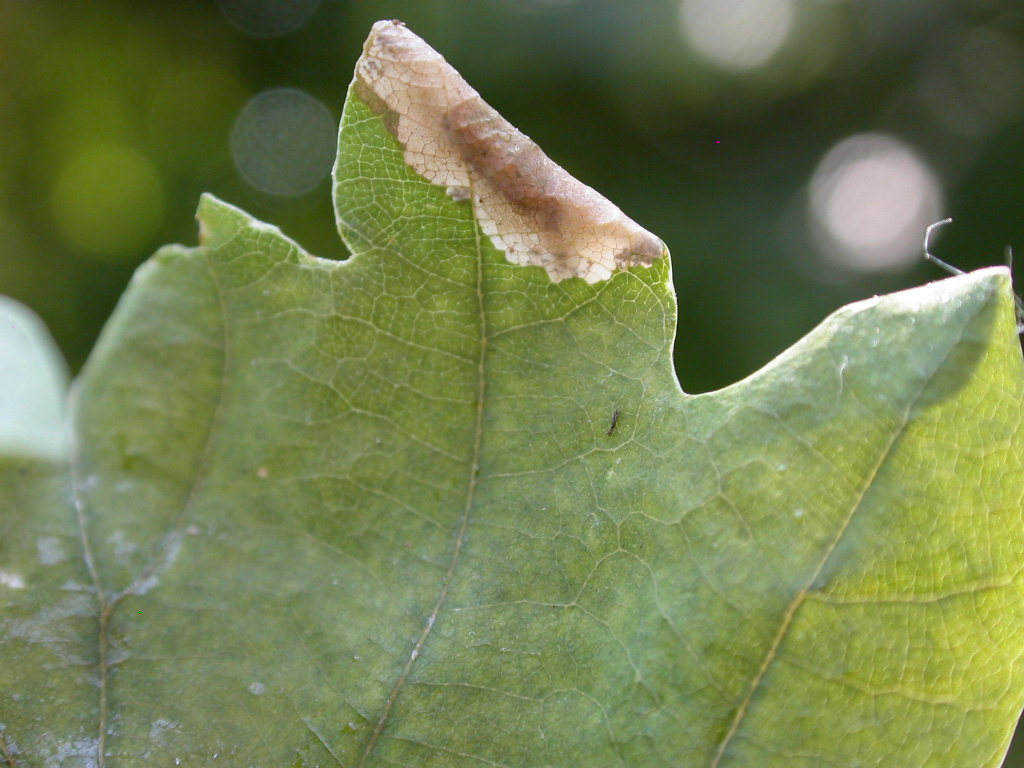
Damage

Sải cánh dài 7–9 mm. Con trưởng thành bay vào tháng 5 và tháng 6 và một lần nữa vào autumn.
Ấu trùng ăn Quercus cerris, Quercus cerris austriaca, Quercus dalechampii, Quercus faginea, Quercus frainetto, Quercus macranthera, Quercus petraea, Quercus pontica, Quercus pubescens và Quercus robur. Chúng ăn lá nơi chúng làm tổ. They create a small, lower-surface tentiform mine with one strong fold in the lower epidermis. The pupa is made in a tough white cocoon that is attached to both the floor và the roof of the mine.